# Scrophularia czapandaghi
Scrophularia czapandaghi är en flenörtsväxtart som beskrevs av Boris Fedtjenko. Scrophularia czapandaghi ingår i släktet flenörter, och familjen flenörtsväxter. Inga underarter finns listade i Catalogue of Life.